# 직비
직비(영어: ZigBee)는 소형, 저전력 디지털 라디오를 이용해 개인 통신망을 구성하여 통신하기 위한 표준 기술이다. IEEE 802.15 표준을 기반으로 만들어졌다. 직비 장치는 메시 네트워크 방식을 이용, 여러 중간 노드를 거쳐 목적지까지 데이터를 전송함으로써 저전력임에도 불구하고 넓은 범위의 통신이 가능하다. 애드혹 네트워크적인 특성으로 인해 중심 노드가 따로 존재하지 않는 응용 분야에 적합하다.
직비는 낮은 수준의 전송 속도만 필요로 하면서 긴 배터리 수명과 보안성을 요구하는 분야에서 사용된다. 초당 250 kbit의 전송 속도를 가지며, 주기적 또는 간헐적인 데이터 전송이나 센서 및 입력 장치 등의 단순 신호 전달을 위한 데이터 전송에 가장 적합하다. 응용 분야에는 무선 조명 스위치, 가내 전력량계, 교통 관리 시스템, 그 밖에 근거리 저속 통신을 필요로 하는 개인 및 산업용 장치 등이 있다. 직비 표준은 블루투스나 와이파이 같은 다른 WPAN 기술에 비해 상대적으로 더 단순하고 저렴한 기술을 목표로 만들어졌다.
직비 네트워크는 128비트 대칭키 암호화를 이용한 보안을 제공한다. 홈 오토메이션 애플리케이션의 경우, 전송 거리는 가시선 기준 10에서 100미터 정도이며 출력 강도 및 무선 환경에 따라 달라진다.
직비는 1998년 구상이 시작되었으며 2003년에 첫 표준이 제정되었고, 2006년에 개정되었다. 직비라는 명칭은 벌집에 돌아온 꿀벌이 추는 꿀벌춤에서 유래한 것이다.

## 어원
ZigZag + Bee

## 개요

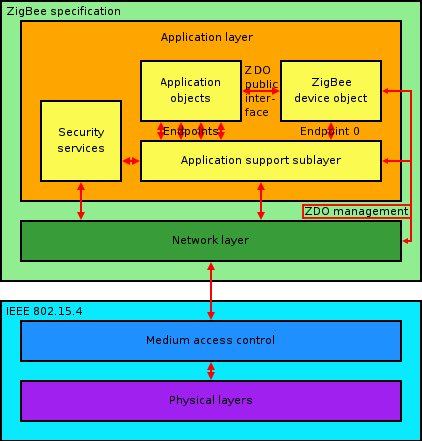
직비 프로토콜 스택

직비는 저가, 저전력 무선 메시 네트워크의 표준이다. 저가라는 특성으로 인해 무선 제어 및 모니터링 등의 목적으로 광범위한 영역에 다량으로 배치하는 것이 가능하다. 저전력 특성은 동작 수명을 연장하며 베터리의 크기를 축소할 수 있게 한다. 메시 네트워킹을 통해 높은 신뢰성과 넓은 범위 확장을 제공할 수 있다. 직비 칩 제조사들은 일반적으로 60~256KB 용량의 플래시 메모리를 장착한 라디오 및 마이크로컨트롤러 통합 제품을 생산하여 판매한다.
직비는 산업, 과학, 의학용 무선 주파수(ISM 밴드)에서 동작한다. 유럽에서는 868 MHz, 미국 및 오스트레일리아에서는 915 MHz, 그리고 세계 대부분 지역에서 2.4 GHz 무선 주파수를 사용한다. 데이터 전송 속도는 868 MHz 주파수 대역에서 초당 20 킬로비트, 2.4 GHz 주파수 대역에서 초당 250 킬로비트 정도이다.
직비는 2003년 버전 IEEE 802.15.4 표준의 물리 계층 및 매체 접근 제어를 바탕으로 하여 저속 개인 통신망 용도를 위해 만들어졌다. 기존 표준의 두 계층 위에 네트워크 계층, 애플리케이션 계층, 직비 장치 객체(ZigBee device objects, ZDO) 및 생산자 정의 애플리케이션 객체의 4개 요소가 추가된 것이 직비 표준이다. 이 중 생산자 정의 애플리케이션 객체는 생산자별 커스터마이징 및 통합 칩셋 설계를 용이하게 하는 역할을 한다.
직비 표준이 기존 표준들에 비해 가지는 가장 뚜렷한 장점은 ZDO의 도입이다. 이 요소는 장치의 역할 수행, 네트워크 참여 요청 관리, 장치 검색 및 보안 등과 관련한 여러 가지 기능을 담당한다.
직비는 최초 설계시 전력선 통신은 염두에 두지 않았으나, 스마트 미터 및 스마트 가전기기를 위한 인터페이스는 고려되었다.
직비 노드는 30ms 또는 그 이하의 시간 이내에 절전 상태에서 활성화 상태로 전환이 가능하기 때문에, 약 3초가 소요되는 블루투스의 웨이크업 기능에 비해 대기 시간이 짧고 응답성이 뛰어나다. 직비 노드는 대부분의 동작 시간동안 절전 상태에 머무를 수 있기 때문에 평균 전력 소모가 낮고, 이에 따라 긴 베터리 수명의 확보가 가능해진다.

## 직비 얼라이언스와 표준화
IEEE 802.15.4와 직비와의 관계는 IEEE 802.11과 와이파이 얼라이언스와의 관계와 유사하다. 직비 1.0 스펙은 2004년 12월 14일 승인되었으며 직비 얼라이언스의 회원사에게 공개되었다. 2007년 10월 30일에는, 직비 2007 스펙이 발행되었다. 최초의 직비 애플리케이션 프로파일인 홈 오토메이션(Home Automation)이 2007년 11월 2일 발표되었다.
상업적인 용도 이외의 사용을 위해서도, 직비 스펙은 일반인에게 공개되어 있다. 직비 얼라이언스의 최소 레벨 멤버십은 어댑터(Adapter)이며, 연회비는 3500달러이다. 어댑터가 되면 발표 단계 이전의 스펙을 열람할 수 있어 그에 근거하여 제품을 만드는 것이 가능하다.

## 칩 가격
2006년 기준으로 미국에서 직비 호환 송수신 칩의 소매 가격은 거의 1달러 대에 이르고 있다. 무선, 프로세서, 메모리 통합 칩의 가격은 3 달러 대로 떨어져 있다. 비교하자면, 소비자용 직비 칩의 가격은 3 달러 미만이다. 미국 외 지역에서는 가격이 조금 더 비싸다. 예를 들어, 2009년 3월 기준 영국에서의 베어본 직비 서피스 마운트 송수신 칩의 가격은 약 5에서 9파운드였다. 조립된 모듈의 가격은 약 10파운드였다.

## 직비 스택 버전
직비 스택의 첫 버전은 "직비 2004"라고 불렸다. 두 번째 발표된 스택은 "직비 2006"이라고 불리고 있다. 2004년 스택에서 쓰였던 MSG/KVP 구조를 "클러스터 라이브러리"로 대체하였다. 2004년 스펙은 거의 사장되었다.
직비 스택의 최신 버전은 2007년 10월 30일 발표된 "직비 프로"(ZigBee PRO)이다. 때때로 “직비 2007”로 불리기도 한다. 직비 프로에는 2개의 스택 프로파일이 들어가 있다. 직비 스택 프로파일 1(간단히 줄여 직비)은 가정용 및 단순 산업용 용도이다. 직비 스택 프로파일 2는 더 많은 기능을 포함하고 있는데, 멀티캐스팅, 다대일 라우팅, 대칭키 키교환(SKKE)을 이용한 고수준의 보안성 등이다. 직비 스택 프로파일 1이 RAM과 플래시 메모리를 더 적게 사용한다. 직비 스택 프로파일 1과 2 모두 완전한 메시 네트워킹 기능을 제공하며 또한 모든 직비 애플리케이션 프로파일에 대해 작동한다.
직비 프로는 직비 2006에 대해 완벽한 하위 호환을 제공한다. 직비 프로 장치는 직비 2006 통신망에 참여하여 통신 할 수 있다. 단, 라우팅 옵션상의 차이로 인해 직비 프로 장치들은 직비 2006 통신망에서는 반드시 비라우팅(non-routing) 직비 단말(ZigBee End-Device, ZED)로 동작해야 한다. 마찬가지로 직비 2006 장치들은 직비 프로 통신망에서는 반드시 비라우팅 ZED로 동작해야 한다. 이렇게 동작하는 직비 장치의 애플리케이션들은 그 하위의 스택 프로파일에 관계 없이 동일하게 동작한다.
최초의 직비 애플리케이션 프로파일인 홈 오토메이션(Home Automation)은 2007년 11월 2일 발표되었다.

## 직비 애플리케이션 프로파일
현재 완성되었거나 작성 진행 중인 직비의 애플리케이션 프로파일들은 다음과 같다. 다수의 하드웨어(및 주문자 상표 부착 생산) 회사들이 각 제품에서 직비를 상호 운영할 수 있도록 직비의 애플리케이션 프로파일을 함께 정의하였다. 직비 얼라이언스(직비 연합)가 직비 스펙을 제정하는 표준화 단체인데, 여기서 스펙 뿐만 아니라 직비의 애플리케이션 프로파일들을 정의하고 있다.
- 주거 자동화(Home Automation)
- 직비 스마트 에너지(ZigBee Smart Energy)
- 상업용 빌딩 자동화(Commercial Building Automation)
- 통신 애플리케이션(Telecommunication Applications)
- 개인, 가정, 병원(Personal, Home, and Hospital Care)

## 같이 보기
- 무선 애드혹 네트워크
- Z-Wave